# Холодна шкіра (роман)
«Холодна шкіра» (кат. La Pell Freda) — це дебютний науково-фантастичний роман каталонського письменника Альберта Санчеса Піньйоля. Роман мав помітний успіх з численними перевиданнями та перекладами. Загалом він був перекладений на 37 мов та було продано більше, ніж 150,000 примірників оригінального видання.

## Синопсис
У романі розповідається історія колишнього борця за незалежність Ірландії, який, знемотивований подіями західного світу, вирішує втекти від суспільства, в якому він живе. Він приймає пропозицію про роботу метеоролога на віддаленому острові в Південній Атлантиці, недалеко від Антарктичного кола.
На цьому острові є тільки один житель, сигнальний чиновник Батіс Каффо, який не допомагає ірландцеві й приховує всю інформацію, яка у нього є на острові. Тож герою доводиться провести ніч на самоті, де він терпить напад дивних монстрів, схожих на жаб.
Завдяки своїй хитрості йому вдається залишатися на маяку разом з Каффо, і таким чином він може протистояти атакам великих жаб. Через кілька днів він дізнається, що Каффо займається сексом з одомашненим монстром, самкою Анеріс. Хоча ірландець спочатку думає, що монстри злі й кровожерливі, після зустрічі з Анеріс він змінює свою думку.

## Нагороди
Роман отримав премію «Ojo Crítico narrativa prize» у 2002 році та був перекладений 37 мовами.

## Екранізація
Алекс і Девід Пастори написали сценарій для екранізації, режисером якої виступив Ксав'є Жан. В головних ролях знялися Девід Оукс, Рей Стівенсон і Аура Ґаррідо. Прем'єра фільму відбулася на фестивалі «Étrange Festival 2017» в Парижі, Франція.